# Trichoniscidae
Trichoniscidae är en familj av kräftdjur som beskrevs 1899 av Georg Ossian Sars. Familjen ingår i ordningen gråsuggor och tånglöss, klassen storkräftor, fylumet leddjur och riket djur. Enligt Catalogue of Life omfattar familjen Trichoniscidae 507 arter. 

## Dottertaxa till Trichoniscidae, i alfabetisk ordning[1][2]
- Acteoniscus
- Aegonethes
- Alistratia
- Alpioniscus
- Amerigoniscus
- Anatoliscus
- Androniscus
- Balearonethes
- Balkanoniscus
- Banatoniscus
- Bergamoniscus
- Beroniscus
- Biharoniscus
- Brackenridgia
- Bulgaronethes
- Bulgaroniscus
- Bureschia
- Calconiscellus
- Cantabroniscus
- Carloniscus
- Castellanethes
- Catalauniscus
- Caucasocyphoniscus
- Caucasonethes
- Colchidoniscus
- Cretoniscellus
- Cylindroniscus
- Cyphobrembana
- Cypholambrana
- Cyphonethes
- Cyphoniscellus
- Cyphopleon
- Cyphotendana
- Cyrnoniscus
- Escualdoniscus
- Finaloniscus
- Graeconiscus
- Haplophthalmus
- Helenoniscus
- Hondoniscus
- Hyloniscus
- Iberoniscus
- Italoniscus
- Katascaphius
- Lapilloniscus
- Leucocyphoniscus
- Libanonethes
- Macedonethes
- Metatrichoniscoides
- Mexiconiscus
- Microtitanethes
- Miktoniscus
- Mingrelloniscus
- Minoscellus
- Monocyphoniscus
- Moserius
- Murgeoniscus
- Neotrichoniscus
- Nesiotoniscus
- Nippononethes
- Oregoniscus
- Oritoniscus
- Paracyphoniscus
- Phymatoniscus
- Pleurocyphoniscus
- Protonethes
- Psachonethes
- Rhodopioniscus
- Scotoniscus
- Siciloniscus
- Spelaeonethes
- Strouhaloniscellus
- Tachysoniscus
- Tauronethes
- Thaumatoniscellus
- Titanethes
- Trichonethes
- Trichoniscoides
- Trichoniscus
- Tricyphoniscus
- Troglocyphoniscus
- Troglonethes
- Turkonethes
- Typhlotricholigioides
- Utopioniscus
- Vandeloniscellus
- Vardaroniscus